# Kuszti
Kuszti vagy Koszti (arab: كوستي, angol: Kosti, a 19. században Goz Abu Guma vagy Gor-Abu-Gama néven ismert) város Szudán délkeleti részén, a Fehér-Nílus (An Nil al Abyad) államban. Kartúmtól közúton kb. 310 km-re délre, a Fehér-Nílus nyugati partján fekszik, Rabak várossal szemközt. Becsült lakossága 488 ezer fő volt 2012-ben.
A város környékén elsősorban gyapotot és cukornádat termesztenek, Kuszti ezen termékek kereskedési és feldolgozó központja.
Lakosságának változása:
| Év       | 1973   | 1983   | 1993    | 2012    |
| -------- | ------ | ------ | ------- | ------- |
| Lakosság | 65 404 | 91 946 | 173 599 | 487 982 |

## Fordítás
Ez a szócikk részben vagy egészben  a   Kusti című német Wikipédia-szócikk fordításán alapul.  Az eredeti cikk szerkesztőit annak laptörténete sorolja fel. Ez a jelzés csupán a megfogalmazás eredetét és a szerzői jogokat jelzi, nem szolgál a cikkben szereplő információk forrásmegjelöléseként.